# Pittsburgh Raiders 1944-1945
La stagione 1944-45 dei Pittsburgh Raiders fu l'unica nella NBL per la franchigia.
I Pittsburgh Raiders arrivarono terzi nella Eastern Division con un record di 7-23, non qualificandosi per i play-off.

## Roster
| N° | Naz.                   | Ruolo | Sportivo          | Anno | Alt. | Peso |
| -- | ---------------------- | ----- | ----------------- | ---- | ---- | ---- |
|    | Stati Uniti (bandiera) | C     | Huck Hartman      | 1920 | 201  | 93   |
|    | Stati Uniti (bandiera) | AC    | Hank Evans        | 1914 | 191  | 88   |
|    | Stati Uniti (bandiera) | G     | Joe Urso          | 1916 | 178  | 77   |
|    | Stati Uniti (bandiera) | A     | Matt Vaniel       | 1919 | 191  | 77   |
|    | Stati Uniti (bandiera) | GA    | Freddie Crum      | 1912 | 183  | 77   |
|    | Stati Uniti (bandiera) | GA    | George Haines     | 1921 | 178  | 73   |
|    | Stati Uniti (bandiera) | GA    | Ralph Churchfield | 1918 | 196  | 100  |
|    | Stati Uniti (bandiera) | AC    | Irv Brenner       | 1913 | 193  | 91   |
|    | Stati Uniti (bandiera) | A     | Pete Lalich       | 1920 | 188  | 86   |
|    | Stati Uniti (bandiera) | G     | Sid Levine        | 1918 | 170  | 84   |
|    | Stati Uniti (bandiera) | GA    | Nat Hickey        | 1902 | 178  | 82   |
|    | Stati Uniti (bandiera) | G     | Joe Proksa        | 1914 | 185  | 84   |
|    | Stati Uniti (bandiera) | A     | Al Schrecker      | 1917 | 185  | 73   |
|    | Stati Uniti (bandiera) | AC    | Jack Scarry       | 1917 | 191  | 88   |
|    | Stati Uniti (bandiera) | G     | John Novotny      | 1918 | 178  | 75   |
|    | Stati Uniti (bandiera) | G     | Johnny Stevenson  | 1913 | 168  |      |
|    | Stati Uniti (bandiera) | AC    | Paul Kessy        | 1915 | 191  | 77   |
|    | Stati Uniti (bandiera) | GA    | Bobby Neu         | 1917 | 185  | 79   |
|    | Stati Uniti (bandiera) | GA    | Frank Vukosic     | 1915 |      |      |

## Staff tecnico
- Allenatore: Joe Urso